# بازی جمع‌آوری کارت

کارت‌های مختلف CCG

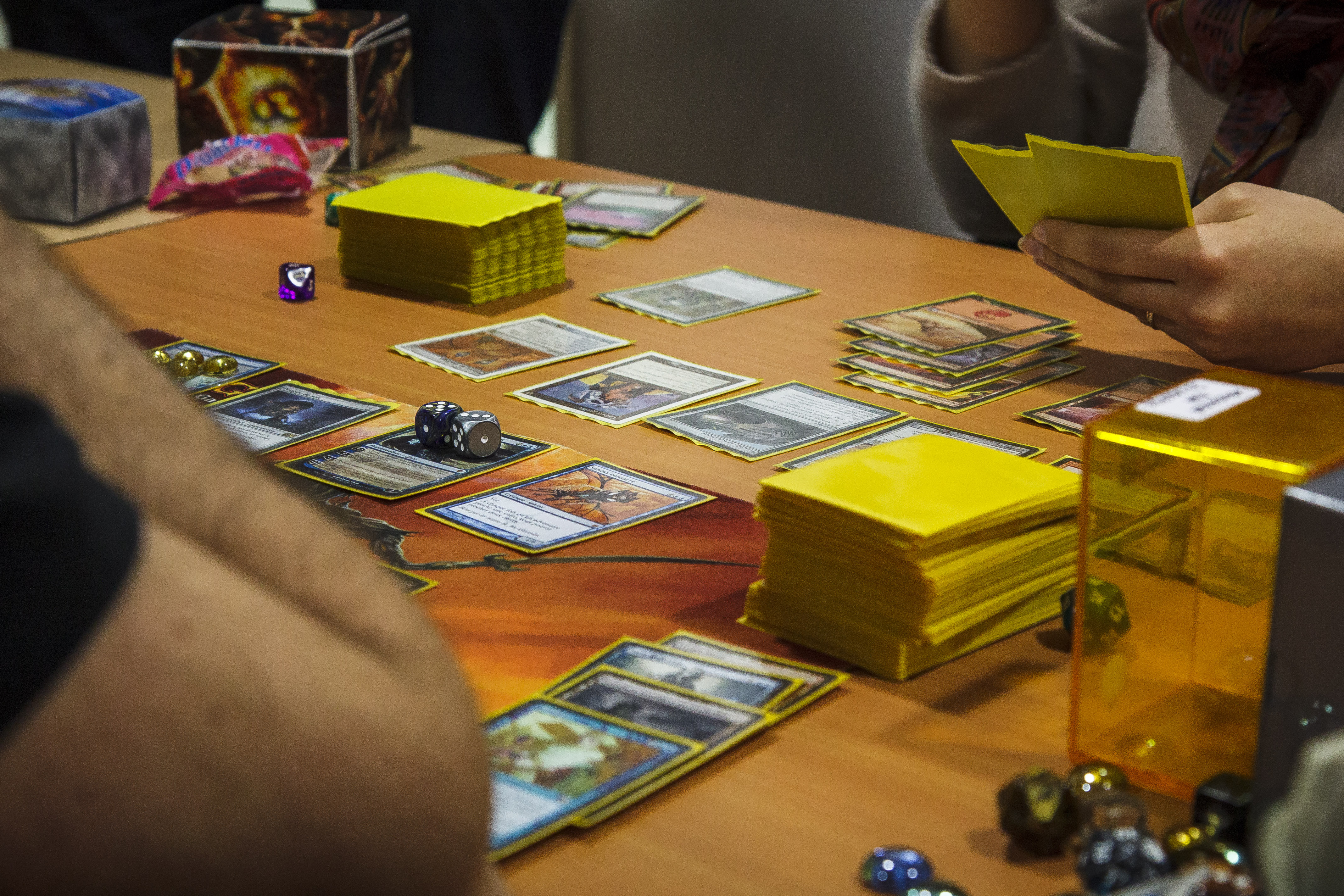
یک بازیکن در حال بازی سحر و جادو: گردهمایی

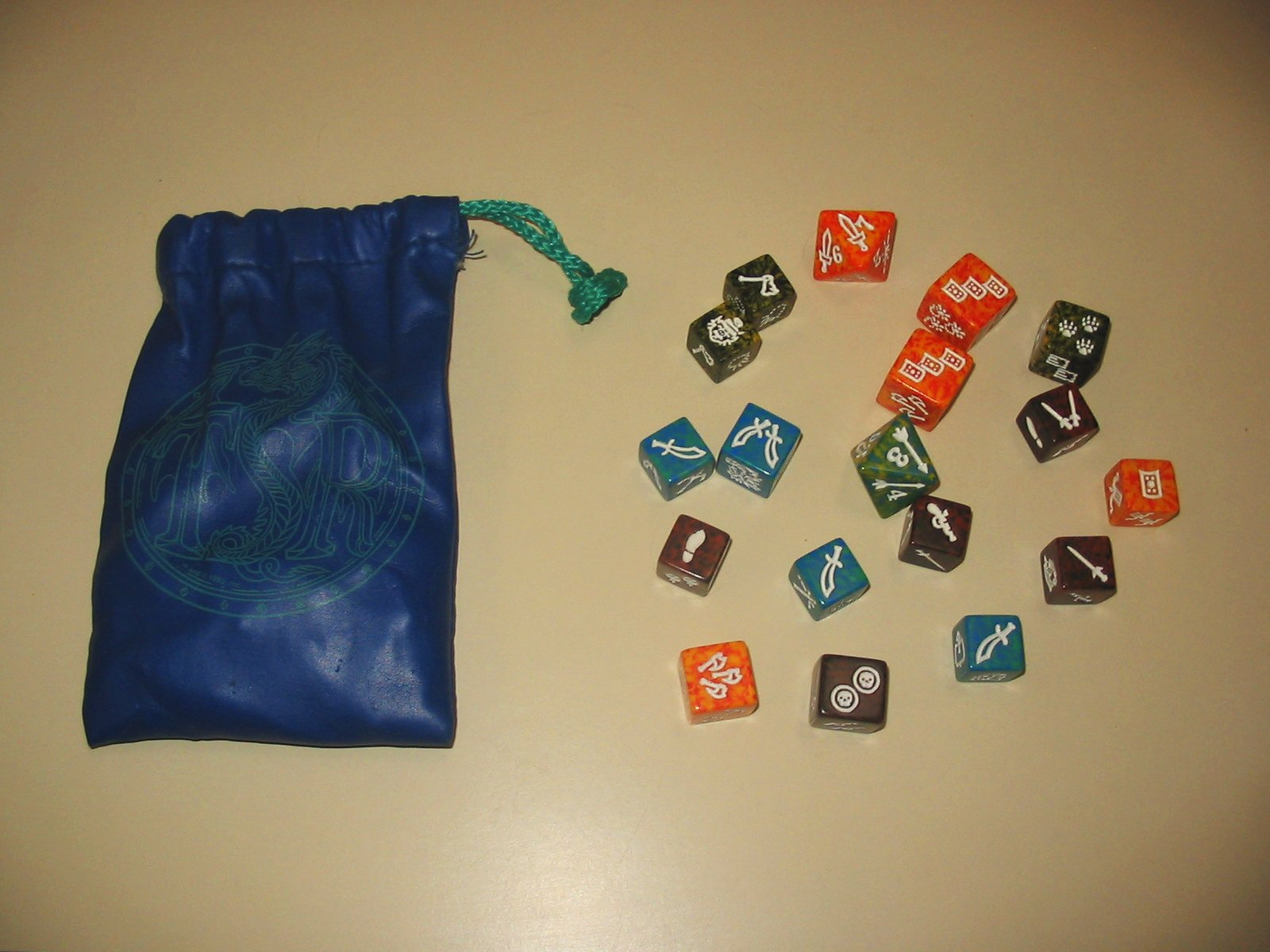
Dragon Dice تلاش کرد تا در دهه ۹۰، یک بازی کارت با تاس ارائه دهد

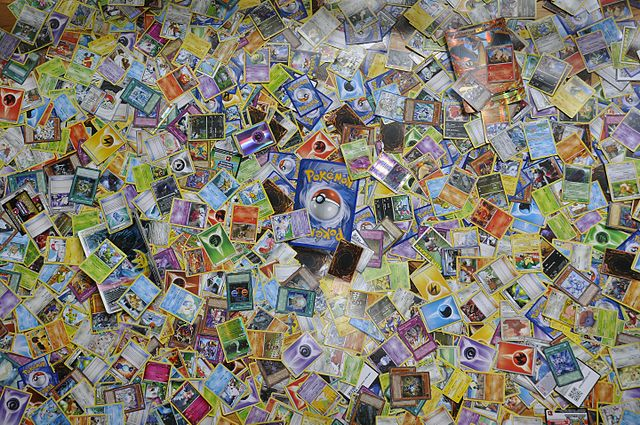
کلکسیون کارت‌های پوکمون و Yu-Gi-Oh!

یک بازی جمع‌آوری کارت (به انگلیسی: collectible card game) (CCG), که با نام بازی تجارت کارت (به انگلیسی: trading card game) (TCG) نیز شناخته می‌شود، نوعی بازی ورق با عناصر استراتژیک و کارت‌های تجارتی است که نخستین بار در سحر و جادو: گردهمایی در سال ۱۹۹۳ معرفی شد.
به‌طور کلی، یک بازیکن ممکن است با یک دسته (به انگلیسی: deck) از قبل آماده شده شروع به بازی کند، سپس با کارت‌های خریداری شده از طریق بسته‌های تقویت کننده، یا کارت‌های به دست آورده از دیگر بازیکنان، به دسته خود کارت بیفزاید، و در نتیجه یک کتابخانه شخصی کارت داشته باشد. همان‌طور که یک بازیکن کارت‌های بیشتری به دست می‌آورد، ممکن است از ابتدا به کتابخانه خود، دسته‌های جدیدی ایجاد کند. بازیکنان به چالش کشیده می‌شوند تا در محدوده‌های تعیین شده توسط قوانین CCG، یک دسته بسازند. بازی‌ها معمولاً بین دو بازیکن انجام می‌شوند، اگرچه قالب‌های چند نفره نیز معمول است. گیم پلی بازی CCG به صورت نوبتی انجام می‌شود و هر بازیکن با یک دسته بهم ریخته شروع می‌کند و به نوبت، دسته خود را طراحی می‌کند، قبل از اینکه حریف بتواند همان کار را انجام دهد، با استفاده از کارت‌های خود، به بازیکن دیگر حمله می‌کند و امتیاز سلامتی را به صفر می‌رساند. از تاس، کارت یا تشک بازی برای تکمیل گیم پلی استفاده می‌شود. تورنمنت CCG برای بازیکنان خبره وجود دارد که می‌توانند برای جوایز رقابت کنند.
CCGها معمولاً با ژانرهای خیال‌پردازی یا علمی–تخیلی مضمون دارند و شامل مضامین ترسناک، کارتون و ورزش نیز می‌شوند و ممکن است دارای مالکیت فکری باشند. کارت‌ها در CCGها به‌طور خاص از ورق‌های بازی طراحی شده‌اند. هر کارت، نشان دهنده عنصری از آن مضمون است که در جهت سمت گیم پلی CCG طراحی شده و می‌تواند در دسته‌هایی مانند موجودات، پیشرفت‌ها، رویدادها، منابع و مکان‌ها قرار گیرد. همه کارت‌های CCG معمولاً دارای هنر طراحی هستند، مثلاً در جلو ترکیبی از آثار هنری اختصاصی یا تصاویری برای تزئین کارت، در کنار دستورالعمل‌ها و متن کارت وجود دارد. بسته‌های گسترش دهنده (که بعد از هر مدت می‌آیند و بازیکن می‌تواند آنان را خریداری کند)، استراتژی‌های جدید گیم پلی و روایت داستانی را از طریق کارت‌های جدید، معرفی می‌کنند. CCGهای موفق معمولاً بخاطر گسترش دهنده‌ها، چندین هزار کارت منحصر به فرد دارند. سحر و جادو: گردهمایی که در ابتدا با ۳۰۰ کارت منحصر به فرد راه اندازی شد، از طریق چنین گسترش دهنده، تا مارس ۲۰۲۰ بیش از ۲۰٬۰۰۰ کارت جمع کرده‌است.
اولین CCG، سحر و جادو: گردهمایی بود که توسط ریچارد گارفیلد ساخته شد و در سال ۱۹۹۳ منتشر شد که موجودی فروش اولیه آن در همان سال به اتمام رسید. در پایان سال ۱۹۹۴، سحر و جادو: گردهمایی بیش از ۱ میلیارد کارت فروخته بود، و در طی محبوب‌ترین دوره خود، بین سالهای ۲۰۰۸ و ۲۰۱۶، بیش از ۲۰ میلیارد کارت فروخته‌است. موفقیت اولیه سحر و جادو: گردهمایی باعث شد تا دیگر ناشران بازی نیز در سال‌های بعد از CCGهای خود پیروی کنند. از دیگر CCGهای موفق می‌توان به Yu-Gi-Oh! اشاره کرد که تخمین زده می‌شود حدود ۳۵ میلیارد کارت تا ژانویه ۲۰۲۱ فروخته باشد، و Pokémon که از مارس ۲۰۲۰ بیش از ۳۰٫۴ میلیارد کارت فروخته‌است. CCGهای برجسته دیگری نیز از جمله The Lord of the Rings ،Star Wars ،Legend of the Five Rings ،Vampire و World of Warcraft آمدند و رفتند. بسیاری از CCGهای دیگر تولید شدند اما موفقیت تجاری چندانی نداشتند یا به موفقیت نرسیدند.
اخیراً، بازی‌های جمع‌آوری کارت دیجیتال (DCCG) محبوبیت زیادی پیدا کرده‌اند که باعث موفقیت نسخه‌های آنلاین CCG مانند سحر و جادو: گردهمایی برخط و CCGهای کاملاً دیجیتالی مانند قلب‌سنگی شده‌است.